# 瓦特巴赫河 (錫特河支流)
47°23′59″N 9°20′23″E / 47.399722°N 9.339722°E

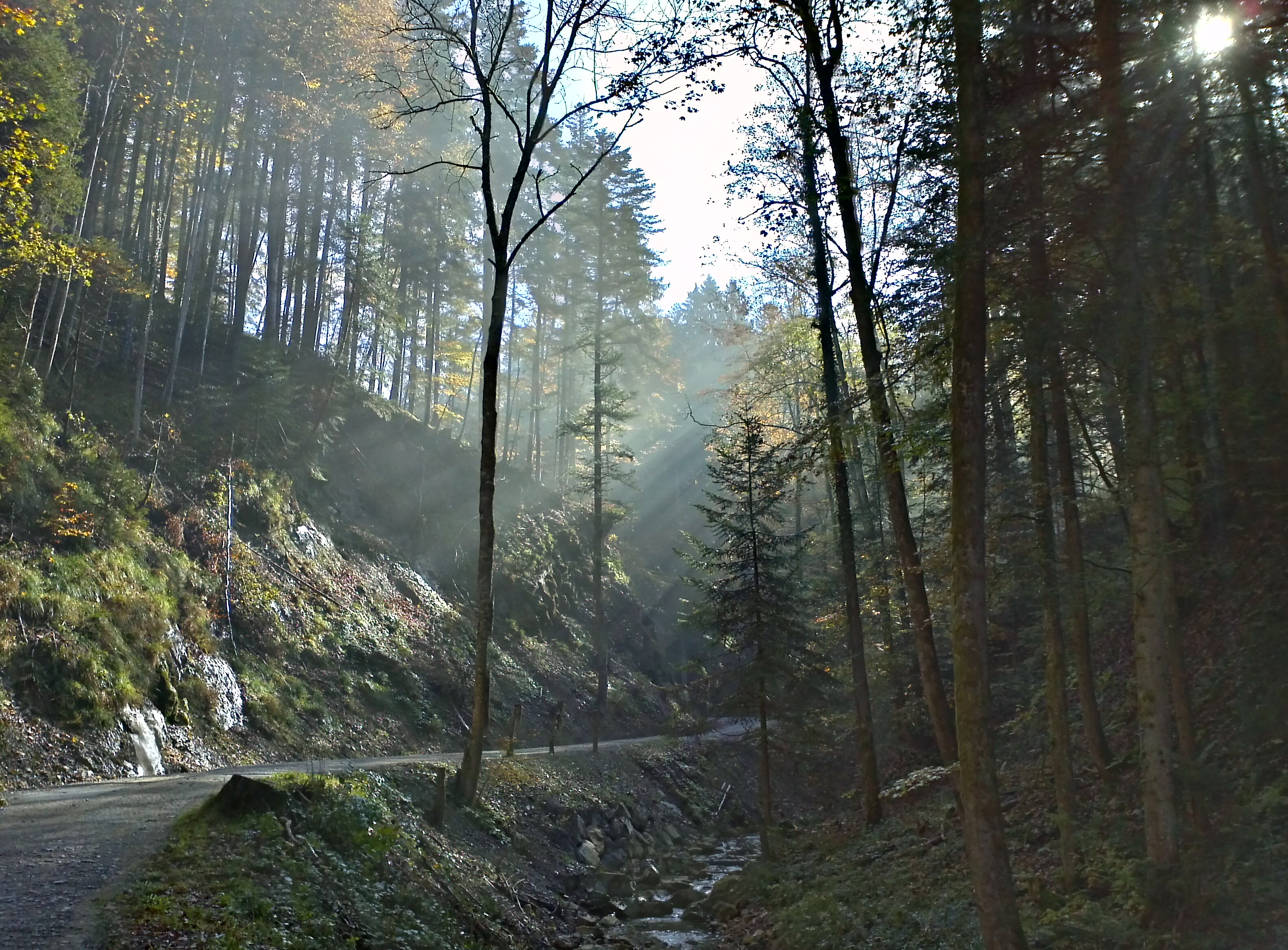

瓦特巴赫河是瑞士的河流，位於該國東北部，流經外羅得阿彭策爾州和聖加侖州，屬於錫特河的右支流，河道全長5.3公里，流域面積6平方公里。